# Marge dinàmic
El marge dinàmic o rang dinàmic és la diferència entre el valor numèric més gran i el més petit (o nivell de soroll) que pot adoptar una variable.
Aquest terme s'utilitza freqüentment en el món de l'àudio per determinar tot el marge de valors d'intensitat sonora que es poden codificar. Normalment expressat en unitats logarítmiques (dB), el valor de marge dinàmic resulta de la diferència expressada logarítmicament entre el valor màxim de senyal sense distorsió i el nivell de soroll (o aquell a partir del qual el soroll de fons ja no emmascara el senyal).
En certes ocasions, el marge dinàmic és referenciat a un valor en particular de senyal. Per tant, per poder tenir una bona percepció sobre el concepte de marge dinàmic que un sistema ens ofereix, hem de conèixer la corba de ponderació i a quin valor està referenciat.

## Altres àmbits
El concepte de marge dinàmic també es troba present en altres camps del món de l'enginyeria d'entre els quals destaquen:
- Electrònica:Diferència entre el valor màxim de tensió, intensitat o potència i el valor mínim detectable.
- Fotografia:Pot fer referència al marge de reflectància, sensibilitat a la llum o grau d'opacitat d'una imatge tant en format paper com en format digital. Igual que en el món de l'àudio, si es parla de marge dinàmic fent referència als diferents valors de gris (o fent referència als colors que es poden obtenir en el cas de fotografia en color), els bits amb els quals s'obté la imatge seran el factor que condicionarà aquest marge dinàmic.
- Metrologia:En el món de la metrologia el marge dinàmic fa referència al valor màxim i mínim detectables per qualsevol aparell de mesura de magnituds físiques i la quantitat de nivells mesurables que hi ha entre aquests dos valors.